# 约翰·马多克
约翰·马多克（英語：John Maddock，1951年10月19日—），澳大利亚男子篮球运动员。他曾随国家队参加了1976年夏季奥林匹克运动会男子篮球比赛，最终获得第八名。